# 足利満隆
足利 満隆（あしかが みつたか）は、室町時代の武将。第2代鎌倉公方・足利氏満の三男である。

## 生涯
元服時に第3代将軍・足利義満（あるいは父・氏満）より偏諱を受けて満隆と名乗った。
応永16年（1409年）に第3代鎌倉公方であった長兄の足利満兼が没すると、新たに鎌倉公方となった甥（満兼の子）の幸王丸（のちの足利持氏）を補佐する立場に立つ。ところが、翌応永17年8月15日に「満隆謀反」の風説が立ち、幸王丸が関東管領・上杉憲定の屋敷に逃げ込む騒ぎが発生している（『鎌倉大日記』・『喜連川判鑑』・『鎌倉大草紙』）。
その後、憲定の仲介により、満隆の謝罪、および幸王丸の異母弟である乙若丸（のちの足利持仲）を養子とすることによって表面上は事態は沈静化されたが、実際にはこの事件を機に鎌倉府内の反上杉憲定派の動きが活発化したため、同年秋には憲定は事実上の失脚に追い込まれて上杉氏憲（のちの禅秀）が関東管領に就任し、それに伴って反憲定派と結んでいた満隆は一転して鎌倉府の実権を掌握した。
同年12月には幸王丸・乙若丸兄弟の元服が同時に行われ、第4代将軍・足利義持（義満の子）の1字を受けてそれぞれ「持氏」「持仲」と名乗ったが、（持氏が自ら政務を開始する応永22年（1415年）まで）鎌倉府の評定は満隆が若年の持氏に代わって主宰し、氏憲がその補佐にあたっていた。応永19年（1412年）には満隆の邸宅である新御堂御所を完成させてその権威を示した。
ところが、持氏が自ら政務を執り始め、氏憲が失脚すると、自らの立場に危機感を抱いた満隆は持仲や氏憲（禅秀）とともに持氏の排除を計画、応永23年（1416年）に鎌倉において挙兵した（上杉禅秀の乱）。一時は持氏を鎌倉から駿河に追い出し鎌倉を制圧して自ら鎌倉公方を称するが、京都の将軍・足利義持はこれを認めず、義持の命を受けた今川範政・上杉憲基らに攻められ鶴岡八幡宮別当坊（鎌倉雪ノ下）で禅秀・持仲たちとともに自害した。
満隆には持仲の他に、実子として満康（みつやす）がいたとされ、満隆死後は満康、満政（みつまさ）と続いたとされる。